# 杨得志
杨得志（1911年1月3日—1994年10月25日），原名杨敬堂，字韶起，湖南省醴陵县（今株洲市渌口区）人，中国共产党、中华人民共和国军事人物及政治人物，原副国级领导人。
1928年1月加入中国工农红军，并于同年10月加入中国共产党。曾参加湘南起义。历任红军第11师通信警卫排排长、特务连连长、炮兵连连长，红45师新编第93团长、红1军团第7师20团团长、第一师一团团长，参加长征。到陕北后，任红1师副师长，红2师师长。抗日战争时期，任八路军115师685团团长、344旅代旅长、冀鲁豫军区司令员。第二次国共内战时期，任晋冀鲁豫军区第一纵队司令员、晋察冀野战军司令员、华北军区第二兵团司令员、第19兵团司令员。中华人民共和国成立后，任中国人民志愿军副司令员、司令员、济南军区司令员、武汉军区司令员、昆明军区司令员、中国人民解放军总参谋长。1955年被授予上将军衔。

## 生平

### 早期革命生涯
杨得志出生于湖南省醴陵县南阳桥（今湖南省株洲市渌口区南阳桥乡）的一个小山村，生活在一个极贫困的家庭，所住的两间茅屋都是别人的。家庭人多，有十四个兄弟姐妹，由于生活所困，最后活下的无几。杨得志只读过几天书，其父亲是铁匠，后就从父学打铁。11岁，其母病逝，家愈贫，杨得志不得不其给人家当放牛娃。14岁，随哥到江西安源煤矿做当挑夫。16岁回湖南衡阳在筑路工地做工。

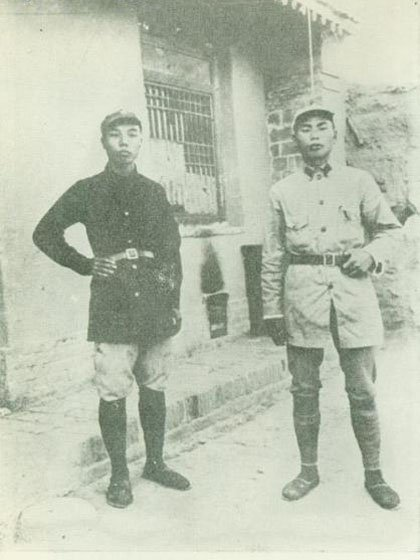
1936年，杨得志与萧华在甘肃宁县早胜镇

1928年2月，杨得志与25名工友一起投奔中国工农红军第1师（朱德、陈毅在湘南起义时建立的），后随上井冈山会师。10月加入中国共产党。1930年起任红四军第11师通信警卫排排长、特务连连长、炮兵连连长，参加了文家市、吉安战斗和历次反围剿作战。1932年后任红十五军第45师新编第93团长、红一军团第7师20团团长。
在中央苏区第五次反围剿战争中，杨得志接任的红一军第1师第1团团长职务。曾奉命率红1团坚守阵地三昼夜，打退国军3个师的轮番进攻，受到总部的表彰，并被授予三等红星奖章。在长征中，杨得志领导的红1团一直担当着开路先锋或掩护后卫的重任。长征到达陕北后，杨得志率红1团参加了直罗镇战役。1936年2月，杨得志担任红1师副师长，参加东征战役。红军东征胜利回师以后，6月开始西征，杨得志调任红2师师长。10月初，西征军与红二、红四方面军胜利会师。会师后为了稳固根据地，红2师参加了山城堡战斗。

### 抗日战争时期
1937年，杨得志进入抗日军政大学学习，七七事变后，他提前结业，回到老部队。中国工农红军改编为国民革命军第八路军后，杨得志任115师第343旅第685团团长，参加了平型关战役。因第344旅旅长徐海东有病，朱德命杨得志任第344旅副旅长，代理旅长。1938年，第344旅与韩先楚部689团会合，肃清了平汉线以东、漳河以南、卫河两岸近百里地区以内的各路部队。
1939年2月初，杨得志率部与冀鲁豫边区的游击队组编成八路军冀鲁豫支队，进攻石友三、高树勋和卢翼之部，鞏固了冀鲁豫的中共根據地。中共中央北方局决定立即成立冀鲁豫军区，杨得志为司令员，下辖直南、豫北、鲁西南三个军分区。后又在1941年多次粉碎日军在黄泛区内對中共游擊武裝的扫荡進攻。1944年，杨得志到达延安，担任了陕甘宁晋绥联防军教导第1旅旅长。1945年，他作为冀鲁豫军区的代表出席中共七大。

### 第二次国共内战时期
1945年“七大”闭幕后，冀鲁豫军区部队与其他部队组成了晋冀鲁豫野战军第1纵队，杨得志任纵队司令员，下辖三个旅。随后参与了平汉战役。中共中央为了和国民黨政府軍争夺东北，电令杨得志率晋冀鲁豫1纵北上，到达晋察冀后被留下。1946年，杨得志率1纵队参加了保卫晋察冀边区主要城市承德的战役，但失利。后中央令政委苏振华率1纵南下归还晋冀鲁豫军区建制，应聂荣臻要求，杨得志被留在晋察冀指挥野战军，担任第二纵队司令员。
1947年7月，杨得志任新组建的晋察冀野战军司令员。这年参加了清风店战役及石家庄战役，战役中杨得志随机应变，首创晋察冀军区歼灭战战例和解放军攻克大城市模范战例。1948年1月，晋察冀野战军发起涞水战役，歼灭傅作义部32师，35军军长鲁英麟兵败自杀。
1948年5月，杨得志任华北军区第2兵团（后改为中国人民解放军第19兵团）司令员，楔入热西、冀东地区，切断了东北与华北国军的联系。随后在平汉路北段发动进攻，吸引国军华北主力。1948年12月，参与平津战役，进攻新保安，歼灭第35军。后率部参加太原战役，继又进军西北，参加陇东追击战和兰州、宁夏等战役。

### 中华人民共和国建国后

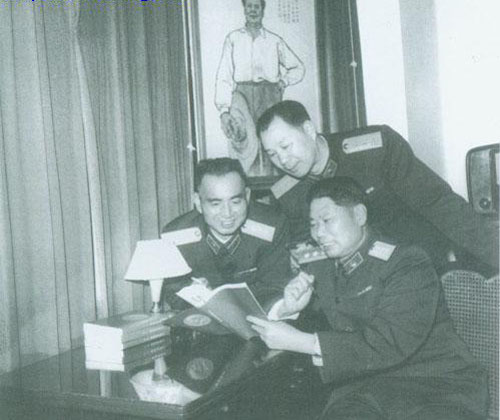
1960年，杨得志（右）、杨成武（中）、杨勇在学习毛选，他們被称为“三楊”

中华人民共和国成立後，杨得志任银川市军事管制委员会主任，第19兵团司令员兼陕西省军区司令员。1951年，率部队参加朝鲜战争并直接參與指挥了上甘岭战役。1952年7月11日，中央军委任命杨得志为志愿军第二副司令员，1954年10月，又任志愿军司令员。朝鲜战争結束后，朝鲜人民民主主义共和国政府授予杨得志一级国旗勋章、一级自由独立勋章。参加朝鲜战争回国后，杨得志入军事学院学习并兼任战役系主任。1955年毕业后，3月任济南军区司令员，同年被授予上将军衔，获一级八一勋章、一级独立自由勋章、一级解放勋章。
1967年2月，山东省革命委员会成立，杨得志任第一副主任，1971年3月，任山东省革委会主任，4月任山东省委第一书记。1973年12月，杨得志任武汉军区司令员。1979年1月，调任昆明军区司令员，并担任中越戰爭西線人民解放軍总指揮，受命负责西线云南边境的战事，军事界普遍认为西线战绩优于广西边境由许世友负责的东线。也正是由于西线战功的卓越，杨得志事后得以晋升总参谋长。1980年1月，任中央军委常委、國防部副部长，2月，杨得志在中共十一届五中全会上当选中共中央书记处书记，3月任解放军总参谋长、中共中央军事委员会副秘书长。1982年，在中共十二届一中全会上当选中共中央政治局委员。1983年6月，任国家中央军委委员。1987年11月，杨得志被选为中共中央顾问委员会常委，1988年7月被授予一级红星功勋荣誉章。另据《美国之音》间接引述胡绩伟的说法，杨得志在六四事件中反对出动军队进行戒严。
杨得志是中国人民解放军的“三杨”之一（另二人是杨成武、杨勇）。1994年10月25日因病逝世，終年83歲。他留有《横戈马上》、《为了和平》等著作。

## 著作
- 《横戈马上》1984解放军文艺出版社，再版《杨得志回忆录》1993年解放军出版社
- 《为了和平》回忆抗美援朝战争，1987年长征出版社

## 荣誉
- 中华苏维埃共和国三等红星奖章（1933年）
- 朝鲜民主主义人民共和国一级国旗勋章5枚（1951年两枚、1952年、1953年、1954年）
- 朝鲜民主主义人民共和国一级自由独立勋章3枚（1951年、1952年、1953年）
- 中华人民共和国一级八一勋章（1955年）
- 中华人民共和国一级独立自由勋章（1955年）
- 中华人民共和国一级解放勋章（1955年）
- 中国人民解放军一级红星功勋荣誉章（1988年）

## 延伸阅读
- 《毛泽东瞩目的著名将帅—杨得志小传》，长江文艺出版社出版

| 中国共产党职务         | 中国共产党职务                                        | 中国共产党职务        |
| ---------------------- | ----------------------------------------------------- | --------------------- |
| 前任： 王效禹          | 中国共产党山东省委员会第一书记 1971年3月－1974年11月  | 繼任： 白如冰         |
| 中華人民共和國政府职务 |                                                       |                       |
| 前任： 王效禹          | 山东省革命委员会主任 1971年3月－1974年11月            | 繼任： 白如冰         |
| 中国人民解放军职务     |                                                       |                       |
| 前任： 鄧小平          | 中國人民解放軍總參謀長 1980年3月－1987年11月          | 繼任： 迟浩田         |
| 前任： 王必成          | 中国人民解放军昆明军区司令员 1979年1月－1980年3月     | 繼任： 张铚秀         |
| 前任： 曾思玉          | 中国人民解放军武汉军区司令员 1973年12月－1979年1月    | 繼任： 王必成         |
| 新頭銜                 | 中国人民解放军济南军区司令员 1955年3月－1973年12月    | 繼任： 曾思玉         |
| 前任： 邓华            | 中国人民志愿军司令员 1954年10月－1955年4月            | 繼任： 杨勇           |
| 新頭銜                 | 中国人民解放军陕西省军区司令员 1949年12月－1950年12月 | 繼任： 刘金轩（代理） |